# Apophis (planetoïde)

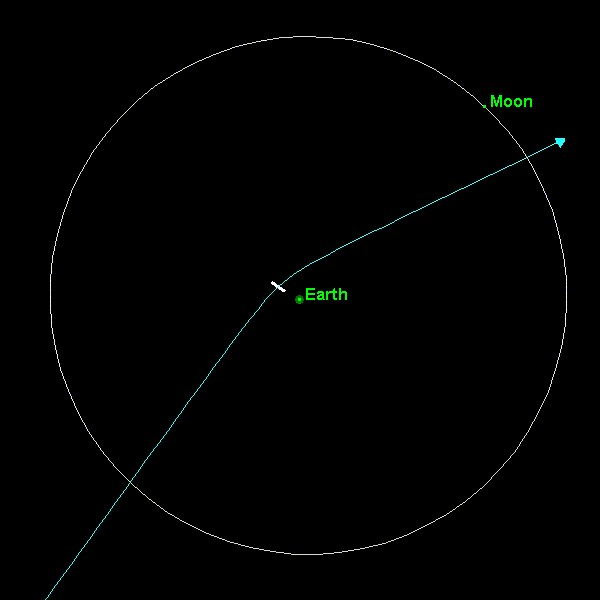
De baan van Apophis bij de dichte nadering in 2029. Het balkje geeft de onzekerheid in positie bij de dichtste nadering aan.

(99942) Apophis, voorheen 2004 MN4 genoemd, is een aardscheerder die eind 2004 verontrusting veroorzaakte. De eerste waarnemingen van de planetoïde wezen op een relatief grote kans dat Apophis in 2029 de aarde zou raken. Latere waarnemingen brachten de mogelijke inslagdatum op 2036 en lieten de kans op een inslag op de aarde of maan afnemen van 1,6% tot praktisch 0.
Volgens eerdere berekeningen zou het object op vrijdag 13 april 2029 de aarde zo dicht passeren dat het met een schijnbare magnitude van 3,3 met het blote oog zichtbaar zou zijn in Europa, Afrika en West-Azië. Er zijn geen andere objecten bekend waarvoor dit het geval is geweest. Anno 2025 gaat men ervanuit dat Apophis op 13 april 2029 tot op 38.014 km van het aardoppervlak zou komen en dus dichter zou komen dan sommige geostationaire satellieten. De passage in 2029 zou een 1 op de schaal van Torino scoren: een zeer kleine kans op een botsing en geen reden tot ongerustheid. Door de dichte benadering van de aarde kan de baan echter aanzienlijk gewijzigd worden, waardoor toekomstige inslagkansen ná die gebeurtenis opnieuw berekend moeten worden.

## Basisgegevens
Apophis behoort tot de groep der "Aten-planetoïden"; planetoïden met een omloopbaan met een halve as van minder dan 1 astronomische eenheid. Deze planetoïde draait in 324 dagen om de zon, waarbij zij tweemaal de baan van de aarde kruist.
Op basis van de helderheid werd de diameter op 410 meter geschat, later werd de afmeting bijgesteld naar 325 meter. De massa wordt geschat op 9,5×1010 kg. Bij een – zeer onwaarschijnlijke – inslag in 2029 zou de inslagsnelheid 12,59 km/s zijn. De kinetische energie die bij die inslag dan zou vrijkomen is dan gelijk aan 7,5×1018 joule. Dit is bijna achtmaal de gezamenlijke hoeveelheid energie die alle huishoudens van heel Nederland in 2006 verbruikten.

## Naam
De planetoïde is vernoemd naar de god Apophis uit de Egyptische mythologie, symbool van duisternis en Isfet.

## Onderzoek
- Apophis zal na voltooiing van NASA's ruimtesondemissie OSIRIS-REx worden bezocht door diezelfde sonde, die voor die nieuwe missie OSIRIS-APEX wordt genoemd. Anno juni 2025 wordt echter gevreesd dat de missie om budgettaire reden geannuleerd zal worden.[3]
- In 2028 plant JAXA de lancering van de vertraagde DESTINY+ missie naar de planetoïde Phaethon. Net door die vertraging is er een mogelijkheid om voorbij Apophis te vliegen voor die de aarde bereikt.[5][3]
- ESA werkt anno 2025 aan de Ramses-missie waarbij het de design van ruimtesonde Hera, die de asteroïde Didymos en haar maan Dimorphos bezochten, zou hergebruiken.[3]
- Wetenschappers van verschillende Chinese universiteiten stelden in 2025 voor om een kleine zwerm CubeSats te sturen om Apophis te onderzoeken. Daarbij willen ze samenwerken met buitenlandse partners.[3]
- Amerikaanse wetenschappers suggereerden in mei 2025 om de opgeslagen Janus ruimtesonde te gebruiken voor onderzoek van Apophis. De Janus-sonde was gebouwd voor onderzoek van een andere planetoïde, maar kon door omstandigheden niet gelanceerd worden en ligt opgeslagen.[6]

## Ontdekking

Apophis in december 2004

Apophis werd op 19 juni 2004 ontdekt door Roy Tucker, David J. Tholen en Fabrizio Bernardi van het door de NASA betaalde planetoïdeonderzoek door de Universiteit van Hawaï in Kitt Peak National Observatory in Arizona. Deze groep observeerde de planetoïde gedurende twee nachten.
Op 18 december werd het object opnieuw ontdekt vanuit Australië door Gordon Garradd van de Siding Spring Survey, een ander door de NASA betaald NEO onderzoek. Verdere wereldwijde observaties gedurende de hierop volgende dagen stelden het Minor Planet Center in staat om de relatie met de juniwaarnemingen te bevestigen.
Op dit punt werd de inslagkans op aarde op 13 april 2029 berekend door het automatische SENTRY-systeem van NASA's Near-Earth Object Program Office. NEODyS, een vergelijkbaar automatisch systeem op de Universiteit van Pisa in Italië en de Universiteit van Valladolid in Spanje berekenden eveneens de inslagkans met vergelijkbare voorspellingen.
Gedurende de volgende dagen maakten additionele waarnemingen het de astronomen mogelijk om de foutmarge te reduceren. Hierdoor steeg de berekende inslagkans tot een top van 2,7 procent (1 op 37). Gecombineerd met zijn afmeting leidde dit tot een classificatie van Apophis van 4 op de schaal van Torino en van 1,10 op de schaal van Palermo. Voor beide schalen waren dit de hoogst toegekende waarden ooit.
De planetoïde werd op oudere waarnemingen teruggevonden tot 15 maart 2004. Op basis hiervan werd op 27 december 2004 een verbeterde baanberekening gepubliceerd. Volgens deze berekening was er geen gevaar voor een inslag in 2029, en de gezamenlijke kans op een inslag in de 21e eeuw werd teruggebracht tot 0,0041 procent (1 op 24.000).

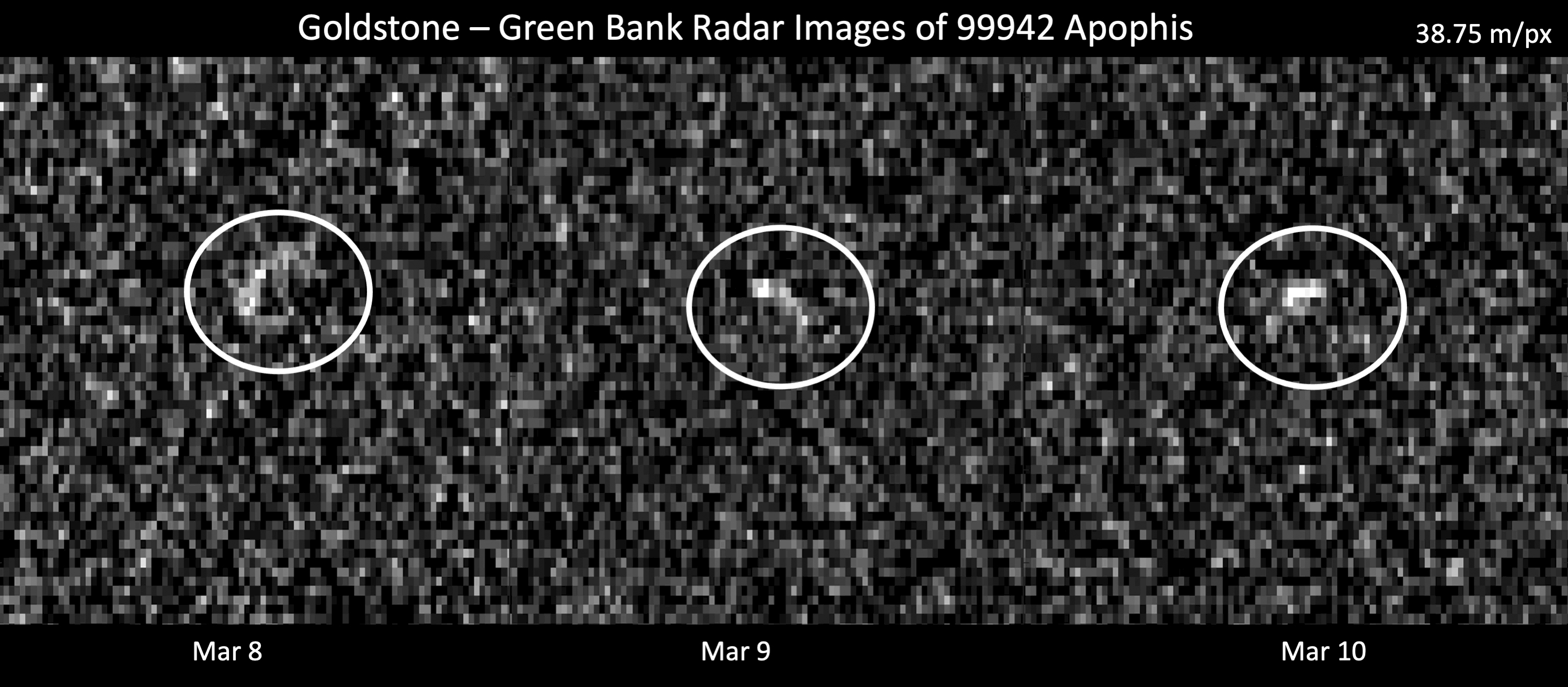
Radarbeelden van maart 2021

In januari 2013 hebben gegevens van het Magdalene Ridge Observatory van het New Mexico Institute of Mining and Technology en de Pan-STARRS-telescoop van de universiteit van Hawaï, samen met recentere gegevens van de Goldstone Solar System Radar, ook de mogelijkheid van een inslag in 2036 uitgesloten. Dit meldt Don Yeomans, manager van het 'Near-Earth Object Program' van de NASA in het Jet Propulsion Laboratory. Men heeft de baan van de planetoïde nauwkeuriger bepaald door bestudering van oudere astronomische opnames. De kans op een inslag is nu kleiner dan één op een miljoen. De planetoïde zal echter gevolgd worden met het oog op de toekomst.

## Mogelijke inslageffecten
Omdat de inslagkans nu op nihil wordt geschat, zijn de mogelijke effecten van een inslag grotendeels oninteressant geworden. Gedurende enige dagen in december 2004, toen de inslagkans op 2,4 procent werd geschat, waren er echter veel internetdiscussies over de mogelijke inslageffecten.
NASA schatte oorspronkelijk de energie die bij de inslag van Apophis zou vrijkomen op het equivalent van 1480 megaton TNT. Dat is 114.000 keer de energie van de atoombom Little Boy, die door de Verenigde Staten bij de aanval op Hiroshima gebruikt is.
Een latere verfijndere schatting kwam op 850 megaton uit. De energie-equivalent die de Barringerkrater veroorzaakte of de Toengoeska-explosie worden geschat op 10 tot 20 megaton. De uitbarsting van de Krakatau in 1883 had het equivalent van 200 megaton. De zwaarste nucleaire explosie die ooit op Aarde heeft plaatsgevonden, die van de waterstofbom Tsar Bomba, had een kracht van 50 megaton.
De precieze effecten van een inslag zouden afhangen van de samenstelling van de planetoïde, de plaats en de hoek van de inslag. Een inslag zou aanzienlijke verwoesting aanrichten in een gebied van duizenden vierkante kilometers, maar geen blijvende klimatologische verandering veroorzaken.
Gebaseerd op het tijdstip van inslag (0,89 van een dag, 21:21 UTC) en het feit dat de planetoïde vanaf de buitenzijde van de aardbaan zou benaderen, zou een inslag ergens op het oostelijk halfrond plaatsvinden. De snelheid zou 12,59 km/s bedragen.